# 科洛科洛 (酋长)

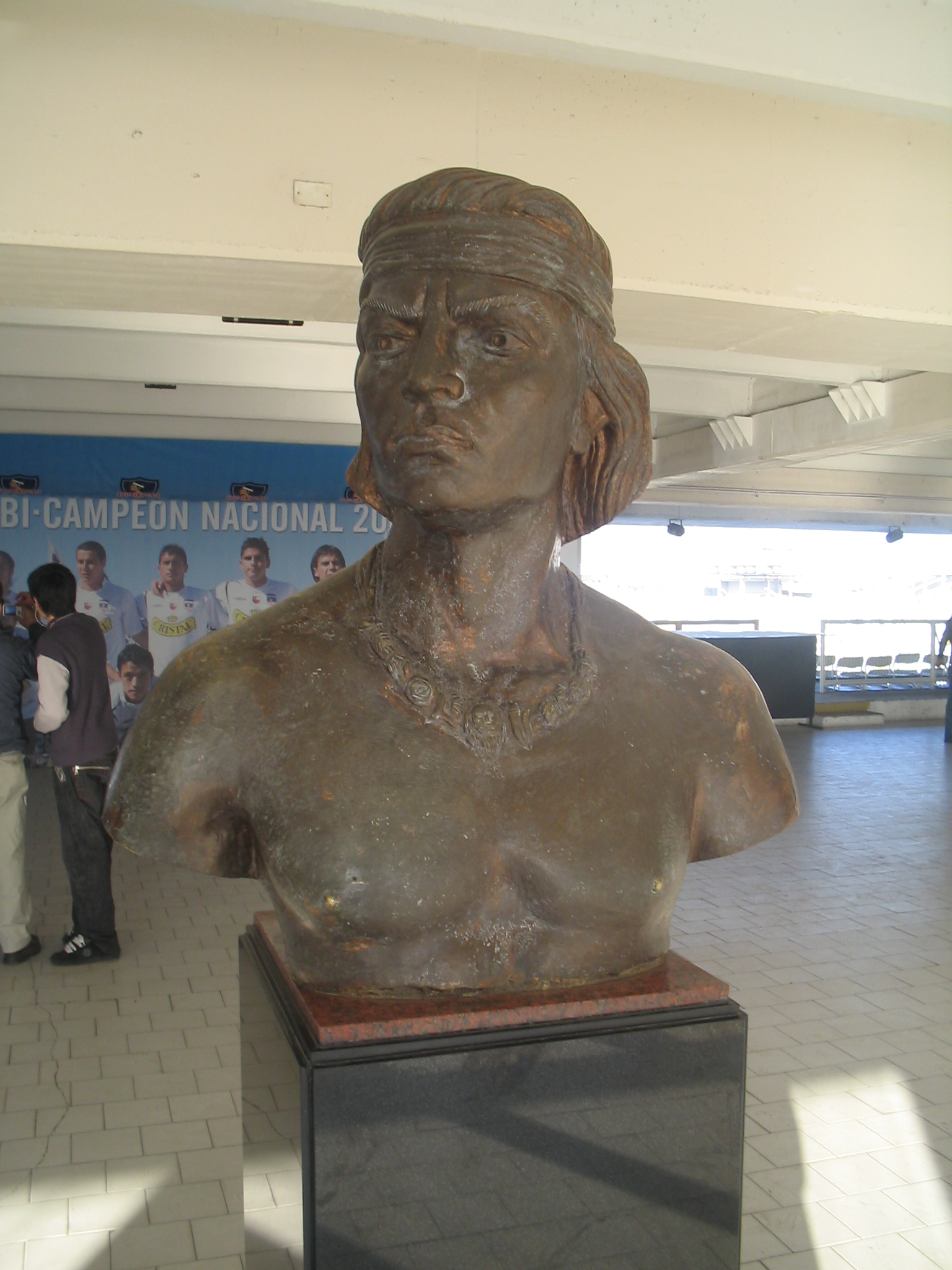
智利圣地亚哥纪念碑运动场的科洛科洛塑像。

科洛科洛（马普切语：Colo Colo，意思為南美草原猫）是阿劳卡尼亚战争前期的一名马普切酋长。他是阿隆索·德·埃尔西利亚·伊·苏尼加的讲述阿劳卡尼亚战争的史诗《阿劳卡尼亚人》的一名重要角色。在这部诗歌中，他和敌对的候选人互相竞争被考波利坎选为战争领袖。作为一个历史人物，他的同时代的详情则是很少的。他的生平故事是在他逝世很久后才被写下的，而这些故事在历史精确性上有许多的疑点。

## 同时代的相关记述
佩德罗·马里尼奥·德·洛韦拉将科洛科洛列为在彭科战役之后，向佩德罗·德·巴尔迪维亚投降了的酋长之一。赫罗尼莫·德·比瓦尔在他的《智利王国编年史》（1558）中描述科洛科洛为一位有着6000名战士的马普切首领，并且在图卡佩尔战役之后，他成为了马普切全军的战争领袖职位的一名竞争者。《米利亚拉普埃》也描述他为一位有着6000名战士的首领，但是他很老，不是统御权的一位候选人，他的事迹是劝说人们停止互相争论，用力量竞赛来解决他们之间的事务，而最终结果是考波利坎胜利了，成为了首领。
洛韦拉之后说，科洛科洛和佩特格伦两位酋长发现了弗朗西斯科·德·比利亚格拉的军队正在行进，他们召集了附近地区的所有的能战斗的人来在马里韦纽战役中阻挡西班牙人。在1555年12月4日第二次摧毁康塞普西翁时，他是莱夫扎茹麾下的一名指挥官。他还将科洛科洛列为在对抗加西亚·乌尔塔多·德·门多萨的米利亚拉普埃战役中，考波利坎的一位助手。洛韦拉还说，他是基亚波战役和1559年阿劳科的圣费利佩堡垒重建之后，向门多萨投降的阿劳卡尼亚地区的大首领之一。他还被说给了门多萨关于刺杀阴谋的警告。
阿隆索·德·贡戈拉·马尔莫莱霍在他的《智利王国全史》中提到，科洛科洛在1561年在阿劳卡尼亚是一位主要首领，并说他一直到死都是西班牙人的一位朋友。在第二次马普切人大起义开始的那一年，他曾经被佩德罗·德·比利亚格拉请去商量如何击败他们的第一次暴动。这本书说，他建议他们猛攻造反者们建造的一座堡垒，并且这样的一场胜利会结束这场造反。之后在第二年，在比利亚格拉撤离了卡涅特市，显示了西班牙人的薄弱之后，科洛科洛在造反的阿劳卡尼亚马普切人中受到了欢迎，并得到了军队指挥权。在他的命令下，米利亚莱尔莫攻击了阿劳科堡垒，而其他的首领们攻击了步兵城堡垒。

## 其他的相关记述
在埃尔西利亚之后，胡安·伊格纳西奥·莫利纳也记述了科洛科洛。在他的《智利地理、自然和国民史·第二部》（1808）中，他将科洛科洛描述为一位睿智的长老。他宣称科洛科洛牺牲于1558年的基亚波战役。

## 其他的宣称
其他的宣称说，科洛科洛的职务原本是“和平领袖”，但是在西班牙人开始征服时，他便开始负责制定战略，成为了抵抗这些入侵者的马普切人军队的首领。还有一些人则相信，他的死是在1554年到1555年间的大饥荒和斑疹伤寒盛行时发生的。

## 现代标志
科洛科洛是一个与西班牙人斗争到底，决不投降的英雄气概和智慧的标志。作为埃尔西利亚的60位左右的广受马普切人尊敬的长老之一，科洛科洛被人们铭记。与科洛科洛一样，这些首领的名字成为当今智利地名的一部分：派卡维、莱莫、林科扬、埃利库拉、奥龙佩略。
智利最受欢迎的足球俱乐部，科洛科洛，就是以这位勇士命名的。